# Раймондо III дель Бальцо
Раймондо III дель Бальцо (итал. Raymondo III del Balzo, ум. 1490) — граф Алессано c 1471, сеньор Мольфетты, Джовинаццо и Спеккьи.
Сын Джакомо II дель Бальцо, сеньора Мольфетты, Джовенаццо и Спекьи, и Ковеллы ди Токко.
Получил от дяди графство Алессано, но титула графа не принял, продолжая именоваться просто дель Бальцо. Был членом королевского совета при Ферранте I.

## Семья
Жена: Антоника де Горретис, дочь N де Горретиса и Раймонделлы де Чентеллес из дома маркизов ди Котроне.
Дети:
- Джованни Франческо (ум. 1503), граф ди Алессано
- Бернардино I (ум. 1498), сеньор Карпиньяно
- Джакопо, епископ Алессано, унаследовал в 1498 сеньорию Карпиньяно, которую завещал своему племяннику Бернардино делла Марре, при условии, что тот добавит к своей фамилии имя дель Бальцо.
- Раймонделла. Муж (1467): Маттео ди Капуа, граф ди Палена, герцог д’Атри
- Мария. Муж (1474): Бернабо делла Марра